# Paul Philipp (Fußballspieler, 1932)
Paul Philipp (*  12. Juni 1932) ist ein ehemaliger deutscher Fußballspieler, der in den 1950er-Jahren für die BSG Rotation Babelsberg in der DDR-Oberliga, der höchsten Liga im DDR-Fußball, spielte.

## Sportliche Laufbahn
Mit 22 Jahren bestritt Paul Philipp in der Saison 1954/55 bei der Betriebssportgemeinschaft (BSG) Rotation Babelsberg seine ersten Oberligaspiele. Sein Debüt in der Oberliga gab er im neunten Punktspiel der Babelsberger bei der 0:3-Niederlage beim SC Turbine Erfurt. Er musste auf der halblinken Angriffsposition spielen, auf der Trainer Ludwig Wieder bisher keinen Stammspieler gefunden hatte. Bei seinen folgenden zwölf Einsätzen bis zum Saisonende spielte Philipp danach als Mittelstürmer. Trotz seines späten Einsatzes gehörte er mit seinen sieben Treffern zu den drei besten Stürmern der BSG Rotation. Anfang September 1955 wurde Philipp zu einem zehntägigen Lehrgang zur Vorbereitung auf zwei Länderspiele (A/B) gegen Rumänien eingeladen, wurde aber in den beiden Spielen nicht eingesetzt. Dadurch verpasste er den Beginn der Oberliga-Übergangsrunde, die im Herbst 1955 zum Wechsel in die Kalenderjahr-Saison mit dreizehn Spielen ausgetragen wurde. So wurde er erst am 3. Spieltag als Einwechselspieler eingesetzt und bestritt erst vom 5. Spieltag an alle restlichen Begegnungen, in denen er zunächst wieder als Mittelstürmer, später als Rechtsaußenstürmer eingesetzt wurde. Als Torschütze hatte er mit nur einem Treffer diesmal wenig Erfolg. Auch in der Saison 1956 stürmte Philipp wieder auf Rechtsaußen und schoss bereits am 3. Spieltag ein Tor. Danach blieb er jedoch torlos, sodass er in der Rückrunde seinen Stammplatz an den Neuling Manfred Huth verlor. Dadurch kam Philipp am Ende nur auf 16 Oberligaeinsätze. Anschließend war er nicht mehr im Spitzenfußball vertreten. 